# Insuline glulisine
L'insuline glulisine est une insuline à action rapide, vendue sous le nom de marque Apidra.

## Usage médical
Il est fabriqué à l'aide de techniques d'ADN recombinant.
L'insuline glulisineeEst une insuline à action rapide utilisée pour traiter le diabète de type 1 et de type 2. Elle est administrée par injection sous-cutanée entre 15 minutes avant et 20 minutes après le début d'un repas. Le médicament peut également être utilisé par injection intraveineuse. Le médicament est généralement utilisé avec une insuline à action prolongée.

## Effets secondaires
Les effets secondaires de ce médicament comprennent une hypoglycémie ou une douleur au site d’injection,. D’autres effets secondaires peuvent inclure des réactions allergiques, un faible taux de potassium et une lipodystrophie. 

## Histoire
Le médicament a été approuvé pour un usage médical aux États-Unis et en Europe en 2004,. Au Royaume-Uni, 300 unités coûtent au NHS environ 6 livres sterling  en 2021. Aux États-Unis, cela  coûte un peu plus de 100 dollars.